# Nová Telib
Nová Telib är en ort i Tjeckien.   Den ligger i regionen Mellersta Böhmen, i den centrala delen av landet, 50 km nordost om huvudstaden Prag. Nová Telib ligger 299 meter över havet och antalet invånare är 160.
Terrängen runt Nová Telib är huvudsakligen platt. Nová Telib ligger uppe på en höjd. Runt Nová Telib är det ganska glesbefolkat, med 30 invånare per kvadratkilometer. Närmaste större samhälle är Mladá Boleslav, 9,4 km väster om Nová Telib. Trakten runt Nová Telib består till största delen av jordbruksmark.